# KU・ZU 〜ワタシの彼〜
「KU・ZU 〜ワタシの彼〜」（く・ず ワタシのかれ）は、2020年6月1日に発売された柏原芳恵のシングルである。

## 解説
- 前作「くちづけに願いを」から12年ぶりとなる、デビュー40周年記念シングル[1]。
- 作詞は芳恵名義で本人が手がけた。

## 収録曲
全曲作詞：芳恵／作曲：国安修二／編曲：佐々木章
1. KU・ZU 〜ワタシの彼〜
2. A・RU・KU 〜愛してる人にちゃんと愛を伝えてますか?〜
3. KU・ZU 〜ワタシの彼〜（Original Karaoke）
4. A・RU・KU 〜愛してる人にちゃんと愛を伝えてますか?〜（Original Karaoke）